# Família d'Amboise

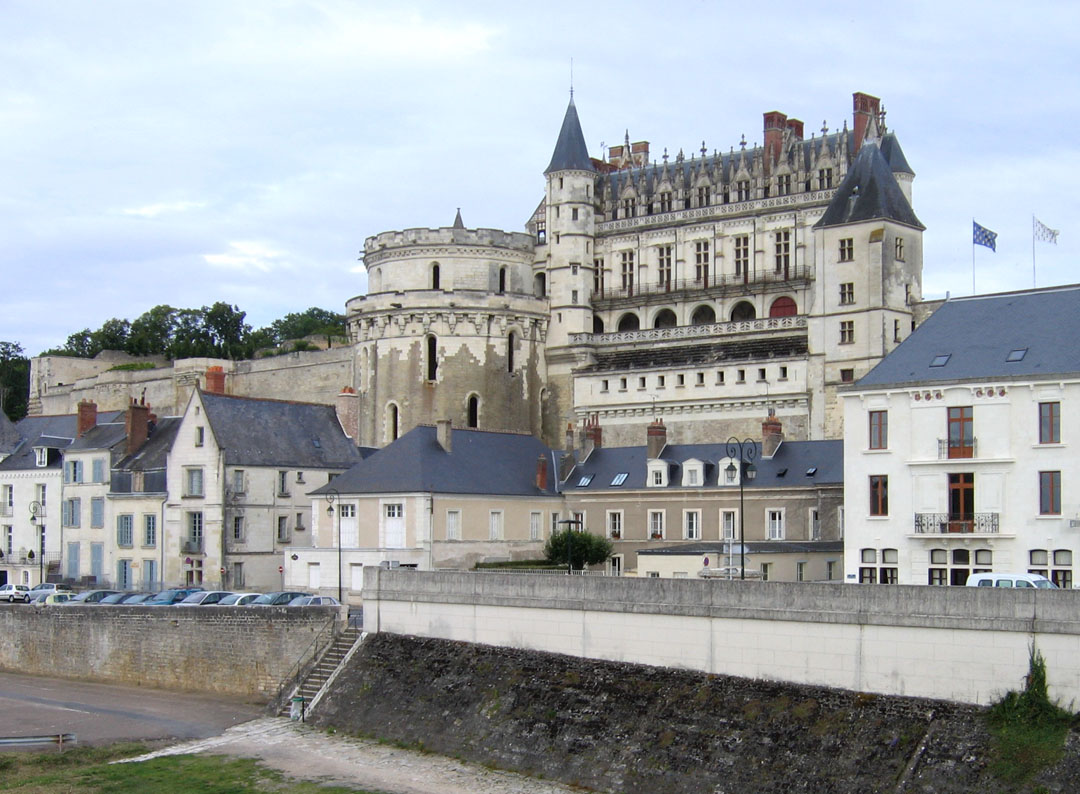
Amboise

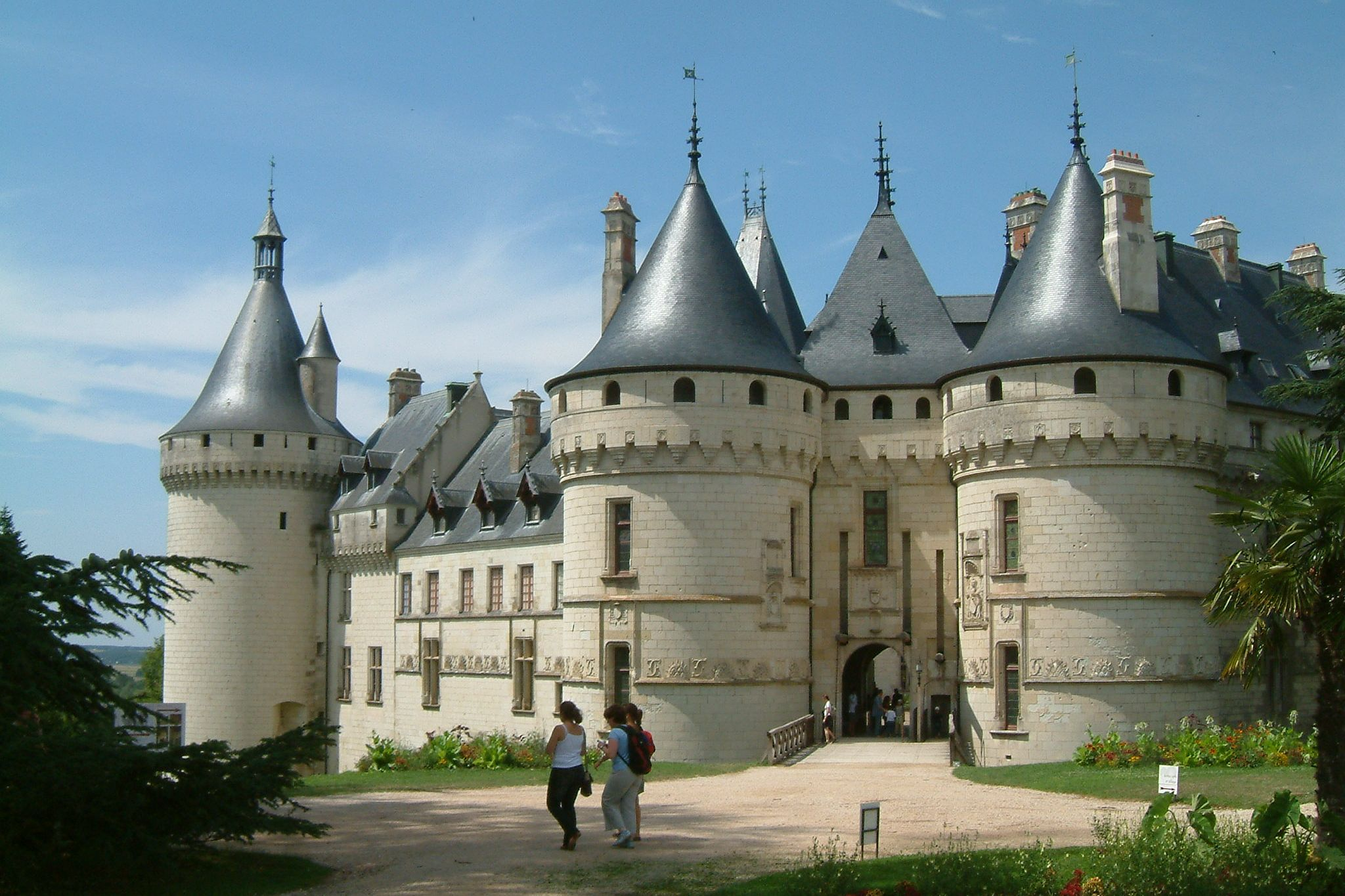
Castell de Chaumont-sur-Loire

Armes de la familia d'Amboise

La senyoria d'Amboise fou una jurisdicció feudal del Regne de França a l'Anjou. Fou breument Ducat-pairia del 1764 al 1785.
Al segle ix el territori de la senyoria pertanyé a Adalard arquebisbe de Tours, i després a Ingelger, ancestre dels comtes d'Anjou que posseïren l'anomenada senyoria consular, veïna de les senyories de La Tour (o senyoria de Buzancais) i La Motte que es feien la guerra, feudatàries de Blois.
El senyor de Bazouges va rebre al segle xi el castell d'Amboise del comte d'Anjou i després va heretar el Buzancais i es va fer anomenar senyor d'Amboise. Avançat el segle xi, amb la família de senyors d'Amboise dominant ja La Motte, el senyor Hug va reunir les tres senyories i el territori unit va rebre el nom de senyoria d'Amboise.
El senyor Sulpici II va lliurar una guerra victoriosa amb el comte de Vendôme, Geoffroi III, que fou fet presoner i amb el fill d'aquest Joan I i amb Renaud IV de Chatelreanult; aquest darrer fou també fet presoner. Va voler sostreure's a l'homenatge feudal que devia als comtes d'Anjou i als de Blois, però fet presoner par Tibault IV Comte de Blois va ser engarjolat i va morir presoner el 1153. Els seus fills, que havien estat fets presoners junt amb el pare, van haver de cedir el castell Chaumont a Blois.
Amb Sulpici III i la seva filla Matilde es va extingir la línia principal i va passar a la secundària de Berrie representada per Joan I que va morir el 6 de juliol de 1274. El seu fill Joan II va cedir la senyoria de Chaumont al segon fill i la resta a l'hereu. Fou senyor consort de La Guerche pel seu segon matrimoni amb la senyora, Letícia.
Ingelger II estava casat amb Isabel de Thouars, i aquesta va heretar el vescomtat de Thouars de sa germana Peronella que l'havia heretat del seu pare Lluís I, i des de llavors els senyors d'Amboise van ser també vescomtes de Thouars. A Ingelger el va succeir el seu fill Pere II, menys a la senyoria de Rochecorbon que va rebre son germà Ingelger, però com que Pere II no va tenir fills dels seus dos matrimonis la successió al vescomtat i les senyories d'Amboise, Bléré i Montrichard va correspondre el 1426 a Lluís de Rochecorbon, fill d'Ingelger. Lluís va ajudar a Artur de Richemond (més tard duc de Bretanya) i quan el comte de Salisbury va atacar Orleans Lluís la va defensar.
El 1430 va conspirar amb altres senyors (els de Coetivy, de Lezay i de Vivonne) per fer caure Jordi de la Trémoille, favorit del rei Carles VII de França però el complot fou descobert i Lluís fou empresonat. Els senyors d'Amboise, Coetivy, Vivonne i Lezay foren condemnats pel parlament reunit a Poitiers el 8 de maig de 1431 i els seus béns expropiats. Amboise va ser entregada al rei formalment el 14 de maig de 1431 que el 1432 els va donar a Jaquelina, germana de Lluís, casada amb Joan de la Trémoille, senyor de Jonvelle. Els conspiradors que van restar lliures, van aconseguir segrestar a Jordi de la Trémoille, que va ser tancat al castell de Montresor i només alliberat sota paraula d'alliberar Lluís, que finalment va ser alliberat el setembre de 1434, i se li van restituir els seus béns menys Amboise, Civray, Chateau Gonthier i Talmond.
El 1437 va ser rehabilitat però el rei es va reservar el dret de casar a la seva hereva. Llavors Lluís, que no tenia fills mascles, va preparar els matrimonis de les filles. La filla segona, Peronella es va casar amb Guillem d'Harcourt comte de Tancarville, el 1440, i després el 1442, la filla gran, Francesca, a Pere, fill del duc Joan de Bretanya, matrimoni que el rei va consentir tot i l'oposició de Jordi de la Trémoille. La tercera filla Margarida es va casar amb Lluís, fill de Jordi, el 1445 i van rebre Talmond, i altres senyories menors com Bran, Les Sables, Olonne i d'altres. Enemistat amb les seves filles, i pressionat pel rei, va cedir el vescomtat i la resta dels béns a Lluís XI de França, el 1462. Lluís va enviudar de Maria de Rieux el 1466 i es va tornar a casar amb Nicole de Chambes, filla de Joan II de Chambes senyor de Montsoreau; va morir el 28 de febrer de 1468 i el rei va prendre possessió de Thouars, Berrie, Mauleon, Talmond, Olonne, Île de Ré i Marans. La seva hereva legal Francesca es va fer religiosa el març de 1468 i va cedir els seus drets al seu nebot Lluís de la Trémoille, fill de sa germana Margarida, i va morir el 4 de novembre de 1485

## Llista de senyors d'Amboise
- Hug I, company d'armes del rei Hug Capet, senyor de Bazouges i per matrimoni adquireix el senyoriu de Lavardin essent conegut per Hug de Lavardin
- Lisoie I (fill) ?-0161 casat amb Hersenda, filla d'Archambaud I de Buzancais, a qui el comte d'Anjou encarrega el castell d'Amboise i es titularà senyor d'Amboise
- Auger (germà) senyor de Bazouges
- Sulpici I, senyor d'Amboise i Bazouges 1061-1081 (fill de Lisoie)
- Lisoie de Verneuil (regent) (fill de Lisoie I) 1081-?
- Hug II, senyor d'Amboise (unifica tres senyories en una sola) 1081-1128
- Sulpici II 1128-1152 (fill)
- Hug III (fill) senyor d'Amboise, Chaumont i Montrichard 1143-1190
- Sulpici III, senyor d'Amboise (fill) 1190-1228
- Matilda (filla) 1228-1258
- Joan I de Berrie 1258-1274 (fill d'Hug d'Amboise, germà de Sulpici III, i de Margarita senyora de Berrie).
- Joan II (fill) 1274-1303, senyor d'Amboise, de Berrie, de Bléré, de Chaumont i de Montrichard.
- Pere I 1303-1322 (fill)
- Ingelger II 1322-1373 (fill)
- Pere II 1373-1426 (fill)
- Lluís (fill d'Ingelger de Rochercorbon, germà de Pere II), vescomte de Thouars, senyor de Rochecorbon, Amboise, Bléré, Montrichard, Talmond, Marans, Ile de Ré, i d'altres, i comte de Guînes 1426-1468.
- Francesca 1468-1485 (nominal)
- a la corona 1485-1764
- Esteve Francesc de Choiseul 1764-1785
- a la corona 1785-1789